# Танго нашего детства (фильм)
«Танго нашего детства» (арм. Մեր մանկության տանգոն) — художественный фильм Альберта Мкртчяна, частично основанный на воспоминаниях детства самого режиссёра и его брата, актёра Фрунзика Мкртчяна.

## Сюжет
Вернувшись с войны, Рубен оставляет семью и уходит к женщине, которая спасла ему жизнь. Гордая Сирануш не может смириться с этим и делает попытки образумить Рубена. Нелепые и беспомощные выходки детей и жены доводят его до такого состояния, что он, окончательно запутавшись в своих чувствах, совершает необдуманный поступок…

## В ролях
- Галя Новенц — Сирануш
- Фрунзик Мкртчян — Рубен
- Элина Агамян — Вардуш
- Азат Гаспарян — Месроп
- Наринэ Багдасарян — Рузан
- Самвел Саркисян — Армен
- Ашот Геворкян — Гагик
- Артур Налбандян — Ашот
- Артуш Геодакян — Сероб
- Маргарита Карапетян — Арпеник
- Нонна Петросян — Кнар
- Рубен Мкртчян — Егиш
- В. Мовсесян — Свасьян
- Александр Оганесян — Зарзанд
- Вреж Акопян — Мелконян
- Каджик Барсегян — следователь

- премьера — 8 февраля 1986г.

## Фестивали и награды
- 1985 — 18 Всесоюзный кинофестиваль (Минск):[1]
  - Главный приз в программе художественных фильмов — фильму «Танго нашего детства»;
  - приз и диплом за лучшую женскую роль Гале Новенц в фильме «Танго нашего детства».
- Особое упоминание за женскую роль Гали Новенц на международном Венецианском кинофестивале в 1985г.

## Галерея

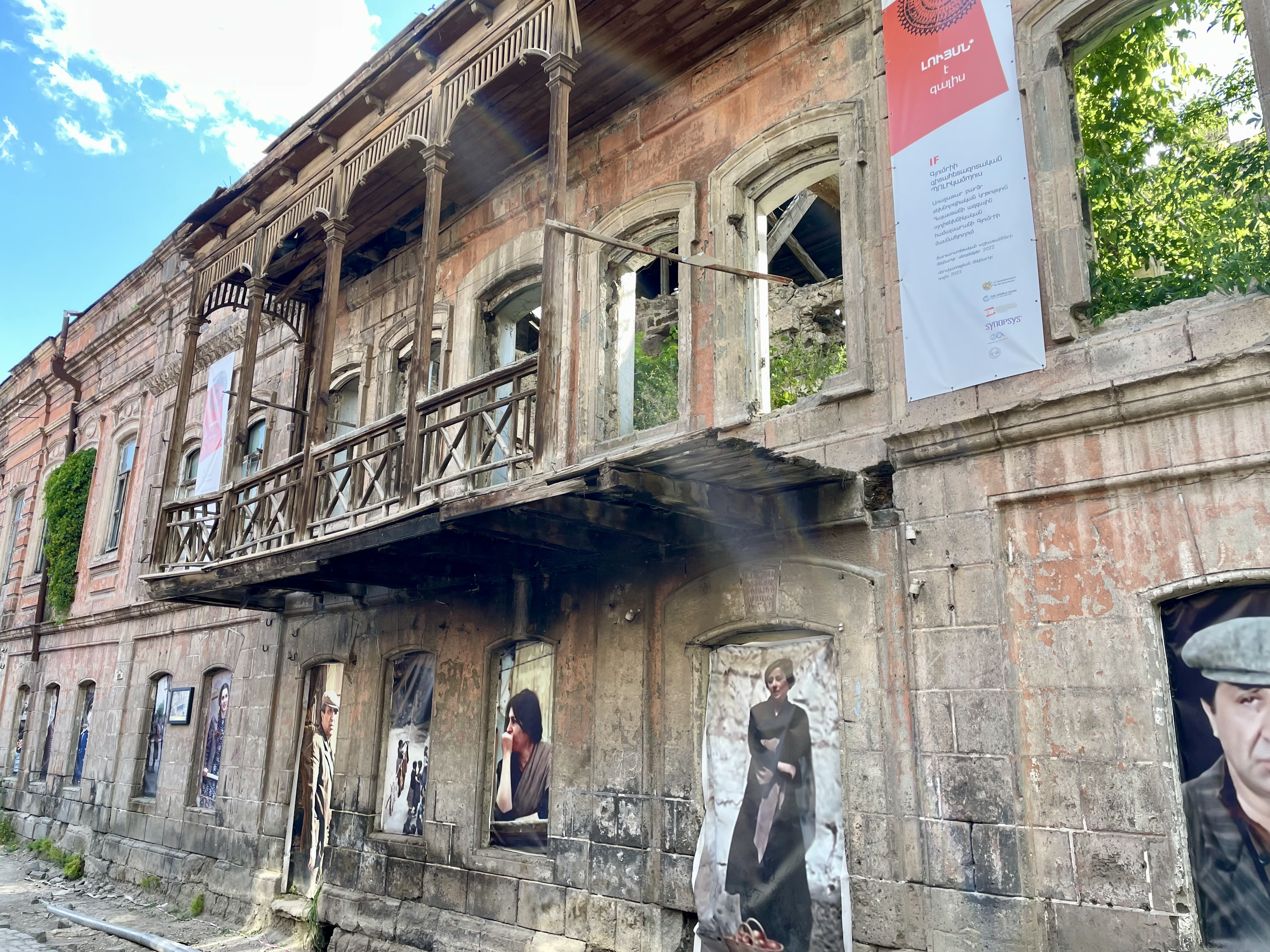
Дом из фильма, расположенный по адресу ул. Вардана Аджемьяна 2, Гюмри.